# Clytini
I Clytini (Mulsant, 1839) sono una tribù di insetti coleotteri cerambicidi presenti in tutto il mondo.

## Morfologia
Le specie appartenenti alla tribù dei Clytini sono caratterizzate da un aspetto allungato e spesso presentano una livrea aposematica gialla (o rossiccia) e nera che le rende simili ad imenotteri aculeati (vespe, api, ecc.), rappresentando dunque un caso di mimetismo batesiano.

## Tassonomia
I Clytini sono rappresentati in più di 40 generi diffusi in tutto il mondo. Di seguito i principali:
- Abacoclytus
- Amamiclytus
- Anthoboscus
- Brachyclytus
- Calloides
- Carinoclytus
- Chlorophorus
- Clytobius
- Clytocera
- Clytoleptus
- Clytosaurus
- Clytus
- Cotyclytus
- Cyrtoclytus
- Demonax
- Dexithea
- Epiclytus
- Euryscelis
- Glycobius
- Itaclytus
- Kazuoclytus
- Laodemonax
- Megacheuma
- Megacyllene
- Neoclytus
- Ochraethes
- Perissus
- Pirangoclytus
- Placosternus
- Plagionotus
- Plesioclytus
- Rhabdoclytus
- Rhaphuma
- Rusticoclytus
- Sarosesthes
- Sclethrus
- Tanyochraethes
- Teratoclytus
- Trichoxys
- Triodoclytus
- Turanoclytus
- Tylcus
- Xylotrechus